# لي إدواردز
لي إدواردز (بالإنجليزية: Lee Edwards)‏ هو كاتب أمريكي، ولد في 1932 في شيكاغو في الولايات المتحدة.